# Bonfiglioli
Bonfiglioli – один з провідних виробників редукторів, моторів та привідної електроніки зі штаб-квартирою в Болоньї (Емілія-Романья). Компанія була заснована у 1956 році італійським інженером Клементіно Бонфігльолі, що вперше розробив і запатентував двоступінчастий планетарний редуктор. На сьогоднішній день компанією керую його донька, інженер-механік Соня Бонфігльолі. Свою продукцію компанія виробляє на 14 заводах, у складі компанії працює понад 3600 співробітників. За 2015 рік компанія випустила понад 1 600 000 виробів та досягла рекордного для себе обороту в 730 млн Євро. Інвестиції компанії в розробки склали 11,3 млн Євро. Компанія виробляє весь асортимент редукторів, що широко використовуються в промисловості:
- Циліндричні,
- Циліндро-конічні,
- Черв'ячні,
- Планетарні.

Також компанія виробляє двигуни постійного та змінного струму, серводвигуни, перетворювачі частоти.
Компанія бере активну участь в європейських науково-дослідницьких програмах Seventh Framework Programme” та “Horizon 2020”, в рамках яких Bonfiglioli бере участь у розробці інноваційних матеріалів та технологій.
Наразі компанія інвестувала 60 млн Євро в будівництво нового промислового комплексу в Італії, що планується до здачі в 2018 році. Загальна площа виробництва становить 58 500 м², потужність – 800 000 виробів на рік, фабрика будується згідно з останніми тенденціями четвертої промислової революції і буде повністю енергонезалежною завдяки системі сонячних батарей загальною потужністю 3 МВ.